# الحريقة (فرع العدين)

تعديل مصدري - تعديل

الحريقة محلة تابعة لقرية القحاطن، التابعة لعزلة الاهمول بمديرية فرع العدين إحدى مديريات محافظة إب في الجمهورية اليمنية، بلغ تعداد سكانها 96 حسب تعداد اليمن لعام 2004.